# Тау-нейтрино
Тау-нейтрино (обозначаются как ντ) — элементарная частица, являющаяся одним из трёх видов нейтрино, то есть нейтральный лептон. Вместе с тау-лептоном (таоном), тау-нейтрино составляет третье поколение лептонов. Тау-нейтрино является последним открытым лептоном, и одной из последних обнаруженных частиц, предсказанной Стандартной моделью.

## Открытие
Существование третьего вида нейтрино подразумевалось после того, как в 1975 году был открыт тау-лептон на электрон-позитронном коллайдере SPEAR в национальной лаборатории SLAC (Стэнфорд, США) М. Перлом и сотрудниками. Об экспериментальном открытии тау-нейтрино было объявлено в июле 2000 года коллаборацией DONUT (англ. Direct Observation of the Nu Tau — «Прямое наблюдение ντ)», работающей на построенной в 1990-х экспериментальной установке, расположенной на базе Фермилаба и предназначенной специально для прямого обнаружения тау-нейтрино.

## История
После открытия тау-нейтрино оставалась только одна необнаруженная частица из предсказанных Стандартной моделью — бозон Хиггса, который был обнаружен в 2012 году в Большом адронном коллайдере.